# Paula Wiesinger
Paula Rosa Wiesinger (tudi Paola Wiesinger), italijanska alpska smučarka in alpinistka, * 27. februar 1907, Bolzano, † 12. junij 2001, Seiser Alm.
Svoj največji uspeh kariere je dosegla na Svetovnem prvenstvu 1932, ko je postala svetovna prvakinja v smuku. Nastopila je še na dveh svetovnih prvenstvih in Olimpijskih igrah 1936, ko je zasedla 16. mesto v kombinaciji. Petnajstkrat je osvojila naslov italijanske državne prvakinje v alpskem smučanju, šestkrat v kombinaciji, petkrat v smuku in štirikrat v slalomu.